# The Chicago 8
The Chicago 8 é um filme estadunidense de 2010, do gênero drama dirigido e escrito por Pinchas Perry. O filme é estrelado por Philip Baker Hall, Gary Cole, Steven Culp e Mayim Bialik. O longa é baseado numa história real acontecida em Chicago na década de 1960.

## Elenco
- Philip Baker Hall como Juiz Julius J. Hoffman
- Gary Cole como William Moses "Bill" Kunstle
- Steven Culp como Thomas Aquinas "Tom" Foram
- Mayim Bialik como Nancy Sarah Kurshan
- Orlando Jones como Robert George "Bobby" Seale
- Scott Lowell como Richard Schultz
- Thomas Ian Nicholas como Abbot Howard "Abbie" Hoffman
- Danny Masterson como Jerry Rubin
- Lauren Glazier como Anita Hoffman (nascida Kushner)
- Wade Williams como Allen Gunsberg